# フリードリヒ1世 (上ロートリンゲン公)
フリードリヒ1世（ドイツ語：Friedrich I., 912年ごろ - 978年5月18日）は、バル伯および上ロートリンゲン公（在位：942年 - 978年）。ビドガウ伯およびロタリンギア宮中伯ヴィゲリヒと西フランク王ルイ2世の孫クニグンデの間の息子で、カール大帝の子孫にあたる。

## 生涯
954年、フリードリヒ1世はユーグ大公とハトヴィヒ・フォン・ザクセンの娘ベアトリクスと結婚し、持参金としてロレーヌのサン＝ドニ修道院からの収入を受け取った。シャンパーニュ公領からの侵入を阻止するため、フリードリヒは960年にオルネン川沿いに城を築き、サン＝ミエルの没収されていた領地を占領した。また、トゥール司教と領地を交換した。このように、フリードリヒ1世は自身の封土であるバル伯領をつくり、アルデンヌ家のうちのアルデンヌ＝バル家の家祖となった。
ロートリンゲン公領はケルン大司教ブルーノが支配し、ブルーノは大公と呼ばれていた。959年、ブルーノは兄神聖ローマ皇帝オットー1世と協調してロートリンゲン公領を2つに分割し、ゴットフリート1世を下ロートリンゲン副伯に、フリードリヒ1世を上ロートリンゲン副伯に任じた。977年にブルーノが死去し、フリードリヒ1世とゴットフリート1世はそれぞれ公爵となった。
公爵として、フリードリヒ1世はサン＝ディエ＝デ＝ヴォージュとモワンムティエの改革を監督した。

## 子女
- ハインリヒ（972/8年没）
- アダルベロン2世（958年 - 1005年） - ヴェルダン司教、メッツ司教（984年 - 1005年）
- ディートリヒ1世（965年頃 - 1026/7年） - バル伯および上ロートリンゲン公[5]（978年 - 1026/7年）